# Restless Heart (Whitesnake)
Restless Heart deveti je studijski album engleskog hard rock sastava Whitesnake, objavljen 1997. godine. To im je prvi studijski album nakon dužeg vremena. Zadnji su izdali davne 1989. godine.

## Popis pjesama
Sve pjesme napisali su David Coverdale i Adrian Vandenberg, osim koje su drugačije naznačene.
1. "Don't Fade Away" – 5:02
2. "All In the Name of Love" – 4:43
3. "Restless Heart" – 4:51
4. "Too Many Tears" – 5:45
5. "Crying" – 5:35
6. "Stay with Me" (Jerry Ragavoy, Weiss) – 4:10
7. "Can't Go On" – 4:28
8. "You're So Fine" – 5:11
9. "Your Precious Love" – 4:35
10. "Take Me Back Again" – 6:03
11. "Woman Trouble Blues" – 5:37

### Bonus skladbe
1. "Anything You Want" – 4:11
2. "Can't Stop Now" – 3:27
3. "Oi" (Instrumental) (Coverdale, Vandenberg, Denny Carmassi) – 3:47

## Osoblje
- David Coverdale – vokali
- Adrian Vandenberg – gitara
- Brett Tuggle – klavijature, prateći vokali
- Guy Pratt – bas-gitara
- Denny Carmassi – bubnjevi, udaraljke
- Tommy Funderburk – prateći vokali
- Beth Anderson – prateći vokali
- Maxine Waters – prateći vokali
- Elk Thunder – harmonika